# Älvsbyn
Älvsbyn est une localité suédoise située dans la commune d'Älvsbyn, dont elle est le chef-lieu, dans le comté de Norrbotten.
Sa population était de 4990 habitants en 2019. 